# Choson Yesul
Choson Yesul (кор. 조선예술; рус. Корейское искусство) – ежемесячный журнал о культуре и искусстве, издающийся с 1956 года в Пхеньяне КНДР. Официальное средство массовой информации северо-корейской государственной федерации литературных и художественных союзов, в частности Корейской федерации литературы и искусства.
Является одним из немногих журналов, посвящённых искусству, издаваемых в Северной Корее.
Журнал является официальным органом Центрального комитета Корейской федерации литературы и искусства.
На страницах журнала публикуются статьи, посвященные театру, искусству и музыке. Выпускается издательской компанией Munhak Arts, на титульном листе которого размещаются ноты песен в исполнении известных композиторов Северной Кореи.
Журнал пропагандирует руководство Северной Кореи. Например, в середине 1970-х годов опубликовались статьи о Ким Чен Ире и его родителях, используя визуальные эффекты в честь его дня рождения.
В журнале около 80 страниц, которые печатаются на грубой бумаге формата B5. В 1998 году присоединил  "Chosun Film", журнал, посвящённый кино, и редактировал статьи, связанные с кино.